# خوسه خایکل
خوسه خایکل (اسپانیایی: José Jaikel‎؛ زادهٔ ۳ آوریل ۱۹۶۶) بازیکن فوتبال اهل کاستاریکا بود.
از باشگاه‌هایی که در آن بازی کرده‌است می‌توان به باشگاه فوتبال دپورتیوو ساپریسا اشاره کرد.
وی همچنین در تیم ملی فوتبال کاستاریکا بازی کرده‌است.